# Асмат
Асмат — папуасский народ, проживающий в одноимённом регионе провинции Папуа в Индонезии. Населяет юго-западное побережье острова Новая Гвинея, занимая территорию приблизительно в 19 000 квадратных километров. Район обитания асматов расположен в пределах национального парка Лоренц, охраняемого ЮНЕСКО. Численность народа оценивается примерно в 70 000. Асматы известны своей техникой резьбы по дереву, их изделия высоко ценятся среди коллекционеров. Термин «асмат» используется при определении самого народа и региона, который они населяют.

## Культура и образ жизни
Природа явилась ведущим фактором, повлиявшим на асматов, поскольку их культура и образ жизни сильно зависят от природных ресурсов, добываемых в лесах, реках и морях. Асматы в основном живут за счёт добываемого из пальм саго крахмала, а также рыбы, лесной дичи и других видов животных и растений, которых можно встретить на острове. Из-за ежедневного наводнения, которое происходит во многих районах, жилища асматов обычно строятся на два или больше метров выше уровня земли, приподнятые на деревянных балках. В некоторых островных регионах аборигены жили в домиках на деревьях, иногда расположенных в 25 метрах от земли.
Асматы всегда придавали большое значение почитанию предков, особенно почитали воинов. В знак уважения к предкам папуасы искусно вырезают из дерева настоящие произведения искусства. Много таких экспонатов собраны в музеях всего мира, среди которых самые известные — из собрания Майкла К. Рокефеллера в музее Метрополитен в Нью-Йорке.
В прошлом среди большинства мужчин была распространена полигамия (многоженство). Часто мужчины должны были жениться на вдове умершего родственника, иначе женщина с детьми оставались без защиты и средств к существованию. Согласно некоторым источникам, большинство мужчин-асматов имели длительные ритуальные сексуальные/дружеские отношения с другими мужчинами (мбаи). О системе мбаи также известно, что мужские пары делили между собой жен, что получило название «papitsj». Вероятно, миссионерское влияние в прошлые десятилетия снизило число «мбаи» и «papitsj».

## Язык и этнические подгруппы
Лингвистическая классификация родного языка (ов) народов асмат несколько проблематична, но обычно характеризуется как подгруппа языковой семьи Новой Гвинеи. Некоторые племена, которые говорят на языках лингвистической семьи асмат и живут поблизости от них (например, Каморо и Семпан), являются этнически отличными от асмат.
Языковую группу асмат можно представить в виде своего рода «зонта», от которого отходят ещё 12 этнических подгрупп с общими лингвистическими и культурными чертами, немного идентичными. Эти двенадцать групп асмат включают в себя следующие языковые подгруппы: джоират, эмари дукур, бисмам, бекембуб, симаи, кенекап, унир сиран, унир импак, сафан, араматак, брас и юпмаккаин (Joirat, Emari Ducur, Bismam, Becembub, Simai, Kenekap, Unir Siran, Unir Epmak, Safan, Aramatak, Bras и Yupmakcain). В свою очередь, эти подгруппы говорят ещё на пяти диалектах (береговой асмат, йаусакор асмат, центральный асмат, северный асмат, ситак). Но в основном они идентичны и скорее всего относятся к языковой группе асмат.

## История
До 1950-х удаленное местоположение племени асмат изолировало их от других народов. Только в середине XX столетия они начали контактировать с другими народами. Первоначально асмат имели репутацию охотников за головами и каннибалов и их предпочитали не тревожить.
Впервые исследователи увидели аборигенов с палубы корабля голландского торговца Яна Карстенца в 1623 году. Фактически первыми, кто высадился на берег асмат, были капитан Джеймс Кук и его команда (недалеко от современной деревни Пиримапун) 3 сентября 1770 года. Согласно журналам Кука, небольшой отряд с корабля «HM Endeavour» столкнулся с группой воинов асмат; почувствовав угрозу, исследователи отступили. В 1826 другой голландский исследователь Колфф бросил якорь в приблизительно той же самой области, где высаживалась команда Кука. Когда воины асмат начали пугать посетителей громкими шумами и взрывами белого порошка, команда Колффа приняла решение уйти. Голландцы, которые получили суверенитет над западной половиной острова Новая Гвинея в 1793, не занимались исследованиями до начала 1900-х, когда они установили правительственный пост в Мерауке на юго-востоке острова. Оттуда были отправлены несколько экспедиций с целью достижения центральной горной цепи острова. Экспедиции прошли через земли асматов и собрали некоторые зоологические экземпляры и экспонаты. Позже эти экспонаты были привезены в Европу, где вызвали большой интерес и, вероятно, повлияли на творчество западных художников-модернистов и сюрреалистов, таких как Анри Матисс, Марк Шагал и Пабло Пикассо.
Первый колониальный пост на землях папуасов был установлен в 1938 в селении Агатс. Эта маленькая застава была закрыта в 1942 из-за начала Второй мировой войны. После войны здесь вёл свою деятельность голландский миссионер Г. Зегваард. В 1953 году Зегваард вновь установил пост в Агатс, который должен был стать правительственным штабом и основой для римско-католической миссии. После этого началось активное изучение народа асмат. Католическим миссионерам, многие из которых имели учёные степени в области антропологии, удалось убедить аборигенов прекратить людоедство и охоту за головами, одновременно поощряя проведение других культовых мероприятий (племенных церемоний), которые были включены в адаптированную католическую литургию. Асмат стал стартовым пунктом трудной объединённой французско-голландской экспедиции с юга к северному побережью Новой Гвинеи в 1958-1959 годах, а позже записки команды об этой экспедиции послужили основой для написания книги и сценария к документальному фильму «Между небом и землей», который получил «Оскар» в 1962 году.
В ноябре 1961 года 23-летний Майкл К. Рокфеллер, сын Нельсона Рокфеллера, исчез в землях папуасов во время экспедиции.
В 1962 году индонезийское правительство сменило администрацию западной Новой Гвинеи.
После короткого периода под руководством новой индонезийской администрацией с 1964 до 1968 годы, в которой культурным церемониям народов Асмат официально препятствовали, местный епископ Альфонс Соуода способствовал возрождению резьбы по дереву и других культовых ремесел, которые существуют и по сей день. Церковь усилиями священников Тобиаса Шнеебаума и Урсулы Конрад создала «Музей Культуры народов асмат (AMCP)» в местном городе Агатс в 1973 году. Музей был основан с целью поддерживать местные культурные традиции. Каждый год в начале октября церковь спонсирует соревнования и аукцион по изделиям из дерева, чтобы наградить лучших резчиков.

## Современность
В наши дни папуасы асмат по-прежнему живут достаточно изолированно, а их самые важные культурные традиции все ещё сильны, хотя сложно отрицать влияние внешнего мира за последние десятилетия. Некоторые асматы получили высшее образование в Индонезии и Европе. Администрация региона стремится внедрить новые знания в сфере здравоохранения, коммуникаций и образования, при этом сохраняя исконные культурные традиции. Сейчас на острове заготавливается много леса и рыбы. В 2000 году папуасы асмат создали организацию Lembaga Musyawarah Adat Asmat (LMAA), которая представляет собой гражданскую организацию, отстаивающую интересы этого народа. LMAA сотрудничает с другими организациями и учредила отдельные традиционные подсоветы, в числе которых ФАР (Forum Adat Rumpun). В 2004 году этот регион стал отдельной административной единицей или так называемым Кабупатен. Главой местного органа власти был избран Юфен Биакэй, бывший директор AMCP и нынешний председатель LMAA.